# Tomás Morosini
Tomás Morosini (en italiano: Tomasso Morosini; Venecia, ca. 1170/1175 - Tesalónica, junio/julio de 1211) fue el primer patriarca latino de Constantinopla, desde 1204 hasta su muerte en julio de 1211. Morosini, como un subdiácono, fue elegido patriarca por los venecianos inmediatamente después del saqueo de Constantinopla por la Cuarta Cruzada y el establecimiento del Imperio latino. Al principio, su elección fue impugnada como no canónica por el Papa Inocencio III, pero en 1205 el Papa se vio obligado a reconocer el hecho consumado y la posición de Morosini.
Su mandato fue preocupante y disminuyó el prestigio de la Iglesia latina. Su relación con la corte del emperador latino Enrique de Flandes era tensa debido a cuestiones de jurisdicción, acusaciones de malversación de fondos de la tesorería de la iglesia de Santa Sofía y sobre todo por su exclusiva promoción del clero veneciano a grandes cargos eclesiásticos. Tomás fracasó en reconciliar a los griegos bizantinos ortodoxos, tanto clérigos y laicos, al dominio católico, sino que transfirieron su lealtad al Imperio de Nicea. Después de su muerte, la sede quedó vacante hasta la elección en noviembre de 1215 del obispo Gervasio de Heraclea.